# Àlvar XIV del Congo
Álvaro XIV Mwenba Mpanzu o Mfutila va ser awenekongo (governant titular) del regne del Congo del 1891 al 1896. Nebot uterí de Pedro VI, el va succeir en febrer de 1891 sota el nom d'Àlvar XIV Agua Rosada mentre que Garcia Mbumba, qui havia estat batejat, perdé definitivament els seus drets al tron.
Donat que el seu pare va signar el 1888 un tractat de vassallatge amb Portugal no va ser un sobirà efectiu. Va morir el 18 de novembre de 1896 i el seu hereu natural, Pedro Mbemba Vuzi Nzinga, fill de la seva germana, era massa jove, la regència fou exercida per un "parent proper" (potser el seu germà) Henrique Nteyé a Nkenge fins 1901.